# カンボジアにおける人権
カンボジアにおける人権（カンボジアにおけるじんけん）では、カンボジアにおける人権保護の状態について説明する。
カンボジアの人権状況は、国内だけでなく、警戒感を強める国際社会からも批判が高まっている。基本的人権に対する一連の甚だしい侵害の後、この国の方向性に対する不安感が増し、時には状況を建国されて間もない時のミャンマーになぞらえている。

## 概要
ヒューマン・ライツ・ウォッチはカンボジアに関する報告書で、「当局は、ほとんどの公開デモを禁止または解散させ続けている。政府に批判的な政治家やジャーナリストは、暴力や脅迫に直面し、放送メディアへの平等なアクセスを禁じられている。さらに、司法は依然として弱く、政治的な影響を受けやすい。カンボジアでは、警察や政府関係者が保護または支援するネットワークを通じて、女性や子どもの性的人身売買が横行している。政府は、農民の土地の不正没収、違法伐採、天然資源の広範な略奪に目をつぶり続けている。」と記述している。
この国の現状は、多元主義や民主主義のうわべと言えるだろう。2004年7月、王党派の野党フンシンペックは、1年以上にわたる政治的な膠着状態の後、カンボジア人民党と連立政権を樹立した。最近では、サム・ランシー党の党員が刑事訴追の対象となっているが、これは、その党の党員数人の議員の免責特権が、国会議員との非公開投票によって解除されたことを受けてのことである。

NGOのヒューマン・ライツ・ウォッチは、カンボジアの現状について次のように評価している。
フン・セン首相は元クメール・ルージュの司令官で、1985年から権力の座に就いていた。彼の統治は、治安部隊の暴力と、野党の党員、活動家、人権活動家に対する政治的動機による迫害に依存していた。治安部隊は、殺人や拷問を犯しても罰せられない。当局は、抗議行動を弾圧し、非暴力の集会や行進を禁止することで、平和的な集会の権利を日常的に制限している。政治的に強力な人々は、何十年にもわたって強制立ち退きと違法な土地収奪を行ってきた。政府高官や裁判官は汚職にまみれている。衣料品産業の労働者(主に女性)は、性差別やその他の権利侵害にさらされている。

## 歴史的な背景
カンボジアにおける人権は、主にインド文化に由来する伝統と神王の絶対的な統治、そしてカンボジア社会の主要な宗教である仏教という文脈で捉えることができる。
近代においては、この国はフランスの植民地主義の影響を強く受け、半世紀にわたり立憲君主制からロン・ノル大統領制、クメール・ルージュ政権下での急進的なマルクス・レーニン主義、共産党カンボジア人民共和国（PRK）によるベトナム占領、そして1991年に調印されたパリ協定の結果として国際連合カンボジア暫定統治機構の下で立憲君主制が復活した。クメール・ルージュ政権下では、広範囲にわたる人権侵害が行われた。
パリ協定は、憲法に「人権と基本的自由に関するものを含む基本原則」を盛り込むことを義務付けました。また、パリ協定はカンボジアに対し、「過去の政策や慣行が決して繰り返されないよう、効果的な措置を講じる」ことも義務付けました。1993年の憲法には、20条（第31条から第50条）からなる「カンボジア国民の権利と義務」に関する章が含まれており、そのうち17条は権利に関するもの、3条は義務に関するものです。
パリ協定の要件に従い、憲法は「被害を受けた個人は裁判所にこれらの権利を裁定させ、執行させる権利を有する」こと、および「憲法で規定された権利を執行する権限を与えられた独立した司法機関が設立される」ことを規定し、国民は国家または国家機関に対して告発、苦情、または請求を提出する権利を有し、その解決は裁判所によって決定されると規定している。
1993年の憲法採択以来、国連はカンボジアに人権担当事務総長特別代表を任命し、国連人権高等弁務官事務所もカンボジアの事務所を開設した。これらの機関は、国内外の人権団体と協力し、幅広い人権侵害を記録してきたが、改革と救済という点では成果は限定的だった。